# Joan av England (död 1348)
Joan av England, född 1333 eller 1334, död 1348, var en engelsk prinsessa, dotter till kung Edvard III av England och Filippa av Hainault. Hon avled på väg till sitt bröllop med kung Peter I av Kastilien när digerdöden hann ifatt bröllopsföljet. 